# کای (آلاباما)
کای (به انگلیسی: Coy) یک منطقهٔ مسکونی در ایالات متحده آمریکا است که در شهرستان ویلکاکس، آلاباما واقع شده‌است. کای ۲۸٫۹۶ متر بالاتر از سطح دریا واقع شده‌است.